# Vào năm mười bảy tuổi
Vào năm mười bảy tuổi (tiếng Azerbaijan: On yeddi yaşlı oğlan) là một bộ phim khai thác đề tài Chiến tranh Vệ quốc của đạo diễn Rüfət Şabanov, ra mắt lần đầu năm 1986.

## Nội dung
Truyện phim kể về số phận Khanpasha Nuradilov - người anh hùng dân tộc Chechen của Liên bang Soviet trong cuộc chiến đấu bảo vệ Stalingrad, góp phần vào chiến thắng chung của Hồng quân trước tập đoàn Đức Quốc xã.

## Diễn viên
- Said Pitsiev
- Aleksandr Susnin
- Isfandyar Kuliev
- Ali Marisultanov
- Oleg Bondar
- Natavan Mekhbalyeva
- Nikolai Barmin
- Shahmar Alekperov
- Svetlana Selezneva

## Ê-kíp
- Thiết kế sản xuất: Arif Əbdürrəhmanov, Rafiz İsmayılov